# 마우고자타 슈모프스카
마우고자타 슈모프스카(폴란드어: Małgorzata Szumowska, 1973년 2월 26일 ~ )는 폴란드의 영화 감독이다. 제65회 베를린 영화제에서 영화 《바디》로 은곰상 감독상을 수상했다.

## 작품 목록
- 인 더 네임 오브 (2013)
- 바디 (2015)
- 얼굴 (2018)
- 어린 양 (2019)
- 우먼 오브 (2023; 공동 연출)